# 宮崎県庁
宮崎県庁（みやざきけんちょう）は広域自治体である宮崎県の行政機関（役所）である。

## 概要

### 沿革
- 1871年 - 廃藩置県により飫肥県、延岡県、高鍋県、佐土原県、人吉県、鹿児島県が成立。同年、大淀川を境にして、各県を北側に美々津県、南側に都城県にそれぞれ統合。
- 1872年 - 美々津県、都城県で大区小区制を実施。
- 1873年 - 美々津県、都城県を廃止して第一次宮崎県を設置。
- 1874年 - 宮崎郡上別府村（現:宮崎市）に県庁舎を建設。
- 1875年 - 地租改正を開始。
- 1876年 - 宮崎県を廃止して鹿児島県に編入し、宮崎支庁を設置。
- 1877年 - 西南戦争
- 1880年 - 地租改正を終了。日向分県運動が起こる。
- 1883年 - 宮崎県（第二次）を再設置。7月1日に県庁を開庁。
- 1889年 - 町村制を施行。
- 1893年 - 県獣医学校を開校。
- 1897年 - 町村制、府県制を施行。
- 1899年 - 県立農事試験場を設置。
- 1900年 - 県農学校を開校。
- 1902年 - 県立図書館を開館。
- 1903年 - 県水産試験場を設置。
- 1913年 - 県営軽便鉄道飫肥・油津間が竣工。
- 1914年 - 県営軽便鉄道宮崎・妻間が全通。
- 1917年 - 県営軽便鉄道宮崎・妻線を国有に移管。
- 1921年 - 県立病院を開院。
- 1926年 - 西臼杵支庁（第1次）を設置。
- 1932年 - 現県庁舎本館が竣工。
- 1938年 - 県営電気が認可される。
- 1942年 - 西臼杵支庁廃止。
- 1945年 - 軍政部を設置。
- 1947年 - 初の公選知事安中忠雄が就任。
- 1948年 - 県工業試験場を設置。
- 1950年 - 西臼杵支庁（第2次）を設置。
- 1951年 - 県立博物館を設置。
- 1959年 - 県立図書館が焼失。
- 1964年 - 県鳥コシジロヤマドリ、県花ハマユウを決定。
- 1966年 - 県木フェニックスを決定。
- 1969年8月21日 - この日、県庁食堂で会食をした職員らが数十人がボツリヌス菌による食中毒を起こす。2人死亡[2]。
- 1971年 - 県総合博物館を開館。
- 1972年 - 農業大学校を開校。
- 1981年 - 県総合運動公園が竣工。
- 1983年 - 県置100年記念式典
- 1988年 - 新県立図書館を開館。
- 1993年 - 宮崎公立大学を開校。県立芸術劇場を開館。
- 1997年 - 県立看護大学を開校。

## 組織
2020年4月1日現在について記載。宮崎県の地方議会については宮崎県議会、宮崎県が設置する警察本部については宮崎県警察をそれぞれ参照。
[表示]をクリックすると一覧を表示
- 知事
  - 副知事
    - 総合政策部 - 12課
    - 総務部 - 6課1センター
      - 危機管理局 - 2課
      - 西臼杵支庁（6課、市町村課の下に設置）

    - 福祉保健部 - 8課
      - こども政策局 - 2課

    - 環境森林部 - 7課（1課は農政水産部及び県土整備部と共管）
    - 商工観光労働部 - 3課
      - 企業立地推進局 - 1課
      - 観光経済交流局 - 2課

    - 農政水産部 - 9課（1課は環境森林部及び県土整備部と共管）
      - 畜産新生推進局 - 2課

    - 県土整備部 - 12課（1課は環境森林部及び農政水産部と共管）
      - 高速道対策局

  - 会計管理者
    - 会計管理局 - 1課
- 地方公営企業
  - 企業局 - 5課
  - 病院局 - 1課
- 教育委員会
  - 事務局 - 7課2室
- 選挙管理委員会
- 監査委員
  - 事務局
- 人事委員会
  - 事務局
- 労働委員会
  - 事務局
- 収用委員会
- 海区漁業調整委員会
  - 事務局
- 内水面漁場管理委員会
  - 事務局
- 公安委員会
  - 警察本部